# Vjetroelektrana Trtar-Krtolin
Vjetroelektrana Trtar-Krtolin je druga najstarija vjetroelektrana u Hrvatskoj. Izgrađena je na brdima Trtar i Krtolin iznad Šibenika. U pogonu je od lipnja 2006. Vlasnik je tvrtka WPD EnerSys d.o.o., koja je dio njemačke multinacionalke WPD.   
Vjetroelektrana sastoji se od 14 vjetrenjača tipa E-48 njemačkog proizvođaća Enercon. Promjer rotora vjetrenjača je 48 m, visina stupa 50 m. Nazivna snaga jedne vjetrenjače je 0,8 MW, ukupna snaga vjetroelektrane iznosi 11,2 MW. Elektrana u 2450 sati rada godišnje proizvodi 28 GWh struje. Promjer lopatica vjetroagregata je 48 metara, a visina osi 50 metara. U 2007. vjetroelektrana je proizvela oko 28 GWh električne energije.
Vjetroelektrana Trtar-Krtolin bila je prva vjetroelektrana na prostoru bivše Jugoslavije, za koju je utvrđeno, da ubija šišmiše. Izod vjetrenjače broj 10 1. listopada 2006 nađen je leš šišmiša vrste Hypsugo savii.
Iskustva, iako u relativno kratkom vremenskom intervalu, u pogonu vjetroelektrane, kvarovima i njihovom otklanjanju, te sprječavanju, dragocjena su kako za naše buduće projekte, tako i za elektroenergetski sustav u Hrvatskoj, pa i u susjednim zemljama, s obzirom na to da su nam sustavi komplementarni, a orografija, te vjetropotencijali slični. Utjecaj, prvenstveno se misli štetni, na mrežu nije primjećen. Utjecaj na okoliš, s aspekta buke nije problematičan, kao i štetni utjecaj na biljni i životinjski svijet, s posebnim osvrtom na ornitofaunu. 

## Gradnja vjetroelektrane
Planiranje Vjetroelektrane Trtar-Krtolin počelo je još 2000. S mjerenjem vjetropotencijala započelo se u veljači 2001. Priprema projekta, točnije prikupljanje sve potrebne „papirologije“, trajalo je više od 5 godina, da bi konačno izvršenje krenulo u studenom 2005. Građevinski radovi na pristupnim putovima, temeljima, te postoljima za ugrađivanje, polaganje kabelskih trasa, te konačno postavljanje 14 vjetroagregata, dovršeni su u cijelosti krajem lipnja 2006.

### Položaj
Vjetroelektrana je smještena na hrptu brda Trtar i Krtolin, u zaleđu Šibenika. S obzirom na to da podnožjem tih brda prolazi autocesta, lako je uočljiva. Prosječna visina na kojoj se nalaze vjetroagregati kreće se od 400 - 500 m nadmorske visine. Položaj je otvoren prema svim vjetrovima koji kod nas pušu.

### Tehnički opis
Vjetroelektrana se sastoji od 14 vjetroagregata, tipa E-48, proizvođača ENERCON GmbH iz Njemačke, sljedećih karakteristika:
- nazivna snaga: 800 kW
- promjer rotora: 48 m
- visina stupa: 50 m
- broj lopatica: 3
- regulacija snage: zakretanjem lopatica (engl. pitch)
- brzina rotora(promjenjiva): 16 – 32 m/s
- nazivna brzina vjetra: 12,5 m/s
- brzina vjetra kod uključenja: 2,5 m/s
- brzina vjetra kod isključenja 28 - 34 m/s
- klasa: IIA

Generator je sinkroni, direktno pogonjen (bez prijenosnika snage), promjenjive brzine vrtnje, dakle i promjenjive frekvencije i izlaznog napona, spojen na mrežu preko pretvarača (invertera) izlaznog napona 400 V. Vjetroagregat je preko blok transformatora spojen na naponski nivo mreže od 30 kV. Unutarnjim kabliranjem stvoren je sustav zajedničkih sabirnica, kojim su svi vjetroagregati međusobno povezani, te zajedničkim kabelom spojeni na jednu od dvije trojke dvostrukog dalekovoda TS (transformatorska stanica) Bilice – TS Lozovac, koja je u toj točki prekinuta. Spoj na mrežu ostvaren je preko ćelije H17 u 30 kV postrojenju TS Bilice, gdje taj dalekovod završava, a gdje se nalazi i obračunsko mjesto. Vjetroagregati, premda su na istim sabirnicama, potpuno su automatizirani i autonomni i ne ovise jedan od drugome. Nadzor i upravljanje vrši se daljinski preko modemske veze, odnosno ručno u samom vjetroagregatu. Ukupno instalirana snaga vjetroelektrane je 11,2 MW.

## Iskustva iz dosadašnjeg rada vjetroelektrane
Budući da je vjetroelektrana dovršena sredinom 2006., i s obzirom na to da je nakon toga određeno vrijeme bila u probnom pogonu, može se reći da je praktički 2007. bila prva uistinu cjelovita godina rada. Premda je sve skupa to relativno kratko vrijeme za steći „pravi“ uvid u ponašanje i mogućnosti vjetroelektrane, ipak se daju uočiti određena svojstva vezana uz proizvodnju, kvarove, te utjecaj na prirodni okoliš.

### Proizvodnja
Do kraja veljače 2008. vjetroelektrana je proizvela i u mrežu predala 43,8 GWh, a istovremeno je iz mreže za vlastitu potrošnju, kada nema vlastite proizvodnje ili je ona nedostatna, uzela 0,07 GWh. Tijekom 2007. proizvedeno je 27,6 GWh, odnosno potrošeno 0,03 GWh. Planirana godišnja proizvodnja na osnovi analize mjernih podataka vjetromjerenja iznosi 30,4 GWh. Obzirom na nesreću dvaju vjetroagregata, kojima su izgorili blok transformatori i koji su stoga bili van pogona zadnja dva mjeseca 2008., ostvareno je 9% manje proizvodnje od planirane. Statistički to znači prosjek snage od 3,1 MW, 28% iskorištenja, odnosno 2 457 sati pod punim opterećenjem ili FLH (engl. full load hours).
Snaga u granicama od 10 - 11 MW javljala se u 5,6% od ukupnog broja sati u godini (492 od 8760 sati). Slučajeva kada je suma proizvodnje i vlastite potrošnje bila 0 ima 0,4%. Vjetroelektrana je bila potrošač u 11,4% vremena tijekom godine. Sa snagom većom od 11 MW proizvedeno je 2,5 GWh energije, što čini 8,9% od ukupno proizvedene energije. Pritom naravno svi vjetroagregati ne pridonose istom mjerom u ukupnoj proizvodnji. Pozicija svakog
pojedinog agregata nije jednako dobra i nisu istovremeno svi jednako izloženi vjetru. 
Ono što predstavlja najveći problem u korištenju energije vjetra za proizvodnju električne energije je njegova stohastička priroda, odnosno nemogućnost planiranja i prilagođavanja potrošnji. Godišnji prosjek daje prilično ujednačenu proizvodnju tijekom cijelog dana, koja odgovara onom godišnjem prosjeku snage od 3,1 MW. Kada pak razdvojimo „zimsku“ polovicu godine (od listopada do ožujka) od „ljetne“ (od travnja do rujna), vidi se da snaga pada prema sredini dana i doseže maksimum oko pola noći. Tijekom ljetnih mjeseci imamo obrnutu situaciju, skoro pa zrcalnu sliku, što odgovara karakteristici ljetnih vjetrova, prije svega maestralu. Interesantno je da se sve tri krivulje poklapaju u razdoblju od 14 - 15 sati.

### Kvarovi
Iskustva s mnogih projekata u svijetu govori da se tijekom prve godine dešava veći broj kvarova na novoizgrađenim vjetroelektranama. Mnogi nedostaci i tvorničke greške dolaze do izražaja. Također je to razdoblje prilagođavanja i podešavanja opreme i sklopova vjetroagregata. Prilikom planiranja projekta vjetroelektrane vrlo je bitan pravilan odabir vjetroagregata, njihova kvaliteta, te podrška i servis proizvođača. To uvelike utječe na broj kvarova, raspoloživost vjetroagregata, njihov radni vijek i proizvodnju. kvarovi i izgaranja elektroničkih pločica i komponenti u najčešćem broju slučajeva razlog zastoja vjetroagregata. Neki vjetroagregati su podložniji kvarovima, dočim na nekima uopće nije bilo kvarova.
Kako je položaj vjetroelektrane, a i samih vjetroagregata, prilično izložena tijekom grmljavinskih nevremena, čest je udar munja u vjetroagregate. Obzirom na pretežito kamenitu strukturu tla i impulsnu karakteristiku atmosferskog pražnjenja prilikom takvih udara, odvodnja prenapona uzemljivačem može biti problematična. Najčešća posljedica je izgaranje nekih elektroničkih pločica, koje se tada trebaju zamijeniti. Najozbiljnije posljedice udara groma su izgaranje dvaju blok transformatora u relativno kratkom razmaku od petnaestak dana. Do sada nije bilo nikakvih mehaničkih oštećenja i kvarova, osim izgaranje motora za regulaciju krila.

### Međusobni utjecaj vjetroelektrane i hrvatski elektroenergetski sustav
Vjetroelektrana Trtar-Krtolin obzirom na točku spoja na elektroenergetski sustav nije baš distribuirani izvor energije u klasičnom smislu. Transformatorska stanica TS 220/110/30/10 kV Bilice napravljena je kao izuzetno čvrsta točka, prvenstveno radi napajanja električnom energijom velikih potrošača TLM-a (Tvornica lakih metala d.d. Šibenik) i TEF-a (Tvornica elektroda i ferolegura Šibenik). S obzirom na to da se TEF u međuvremenu ugasio, a i TLM je bitno smanjio potrošnju, praktički je ta transformatorska stanica neopterećena.
Vjetroelektrana, odnosno vjetroagregati daju vrlo kvalitetnu energiju u sustav, radi invertora koji održava konstantni napon i frekvenciju. Osmatranje koje je na početku rada vjetroelektrane obavio Končar, pokazao je da vjetroelektrana ne stvara probleme u mreži. Obrnuto na žalost, nije baš slučaj, jer se problemi s mreže prenose na vjetroelektranu i reflektiraju se na njezin rad. Čest je slučaj zabilježenih poremećaja napona i frekvencije, koji onda dovode i do prorade zaštite i ispada vjetroagregata iz pogona. Do sada nismo imali slučaj prorade zaštite u TS Bilice radi pogonskih problema u vjetroelektrani. Čak i u slučajevima izgaranja dvaju transformatora ostatak vjetroagregata je nastavio raditi.

### Utjecaj na okoliš
O vizualnom dojmu ne treba govoriti. Naime, mišljenja ljudi i danas su podijeljena. Mnogima se to sviđa i predstavlja im atrakciju. Ima i onih drugih kojima je to ružno. To je ipak stvar ukusa (“A o ukusima se ne raspravlja” – rekli su stari Rimljani).
Prije same izgradnje, a mnogi i danas govore kako to stvara nesnosnu buku. Međutim mjerenja su pokazala da takve buke nema. Štoviše mnogi se iznenade kad dođu na sami položaj neposredno ispod vjetroagregata i utvrde da su uglavnom tihe i da je to daleko od buke iz nekih drugih izvora.
Jedna od predrasuda je bila i još je uvijek prisutna da su vjetroelektrane pogubne za ptice i ostali životinjski svijet. Osmatranje koje se provodi već godinu dana na položaju ove vjetroelektrane nije zabilježio niti jednu nastradalu pticu bilo koje vrste. Štoviše sve one koje su i prije obitavale na lokaciji ili u njezinoj blizini i dalje su prisutne. Isto se odnosi i na životinjski svijet. Ljudi su tvrdili da je na lokaciji čak primijećen vuk, premda za takvo nešto nema dokaza i pomalo je nevjerojatno da se ta zvijer usudila toliko približiti naseljima.
No vjetroelektrana je kao obnovljivi izvor energije i pridonijela zaštiti okoliša. Naime za količinu energije koja je proizvedena u vjetroelektrani, uštedjela su se druga fosilna goriva. 

### Mala iskoristljivost
Najučinkovitija tehnologija za proizvodnju električne energije jest ona u hidroelektranama, gdje se približno 80 % energije vodotoka pretvori u električnu energiju. Ostali obnovljivi izvori su daleko manje učinkoviti: vjetroelektrane imaju učinkovitost od približno 25 %, fotonaponske ploče za pretvorbu sunčeve energije u električnu približno 10 %, geotermalne elektrane 8 %, a elektrane na biomasu približno 1 %. Elektrana na prirodni plin ima učinkovitost od 38 do 58 %, ona na ugljen približno 45 %, a nuklearna elektrana 33 %.
Kao jedan od nedostataka obnovljivih izvora često se izdvaja problem male gustoće snage. Pojam gustoća snage općenito označava odnos instalirane snage (u MW) ili proizvodnje energije (u GWh) s površinom područja (u m2), koju elektrana zauzima. Prema definiciji, gustoća snage je to veća što je veća instalirana snaga ili proizvedena energija i što je manja površina područja koju elektrana zauzima. Jednako tako, zbog prirodne promjenjivosti intenziteta vjetra ili sunčevog zračenja, obnovljivi izvori energije općenito rade manji broj sati na punoj snazi. Primjerice, termoelektrane mogu raditi 7000 - 7500 sati godišnje na instaliranoj snazi (jedna godina ima 8760 sati), dok vjetroelektrane prosječno rade 2000 - 3000 sati godišnje na instaliranoj snazi. To ne znači da elektrana radi samo 2000 sati godišnje. Ona radi više sati, međutim ne radi uvijek na instaliranoj (punoj) snazi.